# دار الحكمة (ناشر)

## دار الحكمة
دار الحكمة هي دار نشر عراقية تأسست في بغداد، وتُعنى بنشر الكتب في مجالات الأدب، التاريخ، العلوم الدينية، والفكر العربي والإسلامي. تُعد من الدور الفاعلة في المشهد الثقافي العراقي والعربي، وتشتهر بإصداراتها المُحكّمة وتنوعها المعرفي.

## البدايات
كان دار نشر سري، أسسه الحزب الشيوعي العراقي في سبتمبر 1945.
نشرت الدار أعمالًا في السياسة والعلوم والاقتصاد والثقافة، بما في ذلك ترجمات عربية لكتب مثل:
- أصل العائلة والملكية الخاصة والدولة لـفريدريك إنجلز.
- رواية الأم لـمكسيم غوركي.
- نصوص لـيوسف ستالين حول الديالكتيك والمادية التاريخية.

اعتمدت الدار بشكل رئيسي على كتب باللغة الإنجليزية مُجلبة من الاتحاد السوفيتي. وقد ساهم أعضاء الحزب العاملون في مكتبات بغداد والعمارة في توزيع هذه الكتب.
تم تمويل دار الحكمة من تبرعات أعضاء الحزب، حيث جمع الحزب مبلغ 6,000 دينار عراقي لهذا الغرض. إلا أن عمر الدار كان قصيرًا.

### الإصدارات البارزة
من أبرز إصدارات الدار:
- كتب في تاريخ العراق الحديث والمعاصر.
- أعمال أدبية لكتّاب عراقيين مثل الأدباء العراقيين المعاصرين.
- دراسات في الفلسفة الإسلامية والفكر العربي.
- سلاسل علمية موجهة للأطفال والناشئة.

### الجوائز والتكريمات
حصلت بعض إصدارات الدار على جوائز محلية وعربية، منها:
- جائزة بغداد عاصمة الثقافة العربية لبعض إصداراتها التاريخية (2013).[4]
- تكريم في معارض الكتاب العربية مثل معرض القاهرة للكتاب.[5]

### التوزيع والمكتبات
توزع الدار كتبها في العراق عبر مكتبات رئيسية في بغداد (مثل مكتبة المتنبي)، كما تشارك في معارض الكتاب الدولية. بعض إصداراتها متاحة عبر منصات رقمية مثل نيل وفِرات.

### انتقادات
واجهت الدار انتقادات محدودة بسبب تركيزها على أعمال ذات طابع ديني أو سياسي في بعض الفترات، لكنها حافظت على سمعتها كدار محايدة أكاديمياً.

### وصلات خارجية
- الموقع الرسمي لدار الحكمة (إن وجد).
- وزارة الثقافة العراقية.